# Tenkiller
Tenkiller is een plaats (census-designated place) in de Amerikaanse staat Oklahoma, en valt bestuurlijk gezien onder Cherokee County.

## Demografie
Bij de volkstelling in 2000 werd het aantal inwoners vastgesteld op 549.

## Geografie
Volgens het United States Census Bureau beslaat de plaats een oppervlakte van
51,8 km², waarvan 49,2 km² land en 2,6 km² water.

## Plaatsen in de nabije omgeving
De onderstaande figuur toont nabijgelegen plaatsen in een straal van 12 km rond Tenkiller.